# Дворец в Мафре
Национальный дворец в Мафре (порт. Palácio Nacional de Mafra) — самый большой королевский дворец в Португалии. Включён в список Всемирного наследия в 2019 году.
Возведён в лиссабонском пригороде Мафра в стиле зрелого барокко для короля Жуана V и его супруги Марии Анны Австрийской в ознаменование рождения их первого ребёнка в 1711 г. Строительство велось с 1717 по 1730 гг. под наблюдением итальянцев, португальцев и немцев. Автор проекта — Жоан Фредерико Людовиче.
Масштаб дворца таков, что короли предпочитали использовать его залы не столько для повседневного проживания, сколько для церемониальных приёмов. В состав дворцового ансамбля входят базилика, грандиозная королевская библиотека и францисканский монастырь. Во время Наполеоновских войн здесь размещалась ставка Жюно, затем Веллингтона. 
После падения королевской власти 5 октября 1910 г. весь комплекс объявлен национальным музеем. Однако значительная часть помещений была занята военными и оставалась закрытой для посещения. В октябре 2007 года здесь проходил саммит Россия-ЕС. 
С дворцом в Мафре связано действие романа Жозе Сарамаго «Воспоминание о монастыре». 
К дворцовой базилике прикреплено Королевское и досточтимое братство Святого Причастия.